# Maciej Rogalski (prawnik)
Maciej Rogalski – polski prawnik, radca prawny, profesor nauk prawnych, nauczyciel akademicki Uczelni Łazarskiego w Warszawie, od 2018 rektor tej uczelni, specjalista w zakresie prawa karnego i prawa telekomunikacyjnego.

## Życiorys
W 1990 ukończył studia prawnicze na rzeszowskiej filii Uniwersytetu Marii Curie-Skłodowskiej w Lublinie. W UMCS w 1997 uzyskał stopień naukowy doktora nauk prawnych, a w 2006 stopień doktora habilitowanego nauk prawnych. W 2011 został wykładowcą na Wydziale Prawa i Administracji Uczelni Łazarskiego. Objął tam stanowisko profesora zwyczajnego. Od 2018 jest rektorem tej uczelni. W 2020 roku nadano mu tytuł naukowy profesora nauk prawnych.
W 1993 został radcą prawnym.